# Frontera entre el Brasil i Veneçuela
La frontera entre el Brasil i Veneçuela separa els territoris de tots dos països del nord d'Amèrica del Sud. Va ser delimitada pel Tractat de límits i navegació fluvial del 5 de maig de 1859, ratificat pel Protocol de 1929; per mitjà d'aquest acord el Brasil va renunciar a favor de Veneçuela tots els seus possibles drets en les conques dels rius Orinoco i Essequibo, i per la seva banda Veneçuela va renunciar a favor de Brasil a tots els possibles drets en la foia de la conca amazònica, exceptuant una part del riu Negro. El 17 de maig de 1988 tots dos països van celebrar un nou tractat en el qual van establir una banda de 30 metres d'ample a cada costat de la línia fronterera on no poden realitzar-se activitats ni obres.

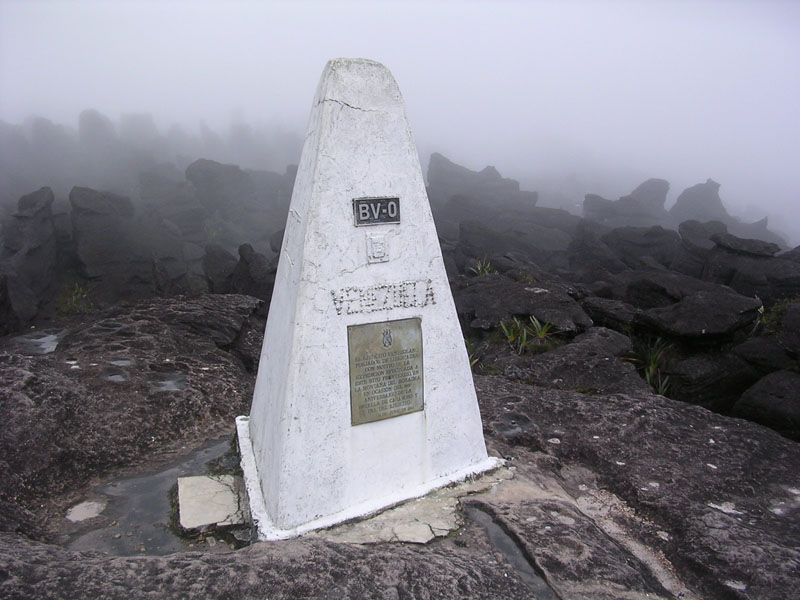
Fita fronterera BV:0 al mont Roraima

El límit geogràfic comença al trifini Brasil-Colòmbia-Veneçuela de la Pedra del Cocuy i continua en línia recta fins al salt de Huá; després continua a través dels cims muntanyencs que constitueixen la línia divisòria de les conques de l'Orinoco i Amazones. A causa de la reclamació veneçolana sobre la Guaiana Esequiba, el punt on la frontera acaba i, per tant, la seva longitud varia: El punt final de facto es troba al trifini Brasil-Guyana-Veneçuela al cim del tepuy Roraima, abastant així un total de 2.137 quilòmetres de llarg (dels quals 90 km són fites convencionals i els altres 2.109 km corresponen amb la divisòria d'aigües entre les conques del Amazones (Brasil) i del Orinoco (Veneçuela)) travessant les serres d'Imeri, Tapirapecó, Curupira i Urucuzeiro (Estat brasiler d'Amazones), Parima, Auari, Urutanim i Pacaraima (Estat de Roraima), al massís guaianès; el trifini de iure (almenys per a Veneçuela i Brasil pel reconeixement brasiler de la conca del riu Essequibo a Veneçuela) es localitza en la capçalera de riu Esequibo a la serra Mapuera, abastant així una longitud aproximada de 2.850 km.
El punt de major importància per a accés viari està comprès entre les poblacions de Santa Elena de Uairén (Bolívar, Veneçuela) i Pacaraima (Roraima, Brasil).